# 安多站
安多站位于中国西藏自治区那曲市安多县县城南部，于2006年7月1日启用。该站为青藏铁路进入西藏的第一大客货两用车站，由青藏铁路集团公司拉萨车务段营运。
车站海拔4702米，为世界上最高的有人值守火车站，也是世界上海拔最高而且辦理客運業務的火車站。

## 车站设施

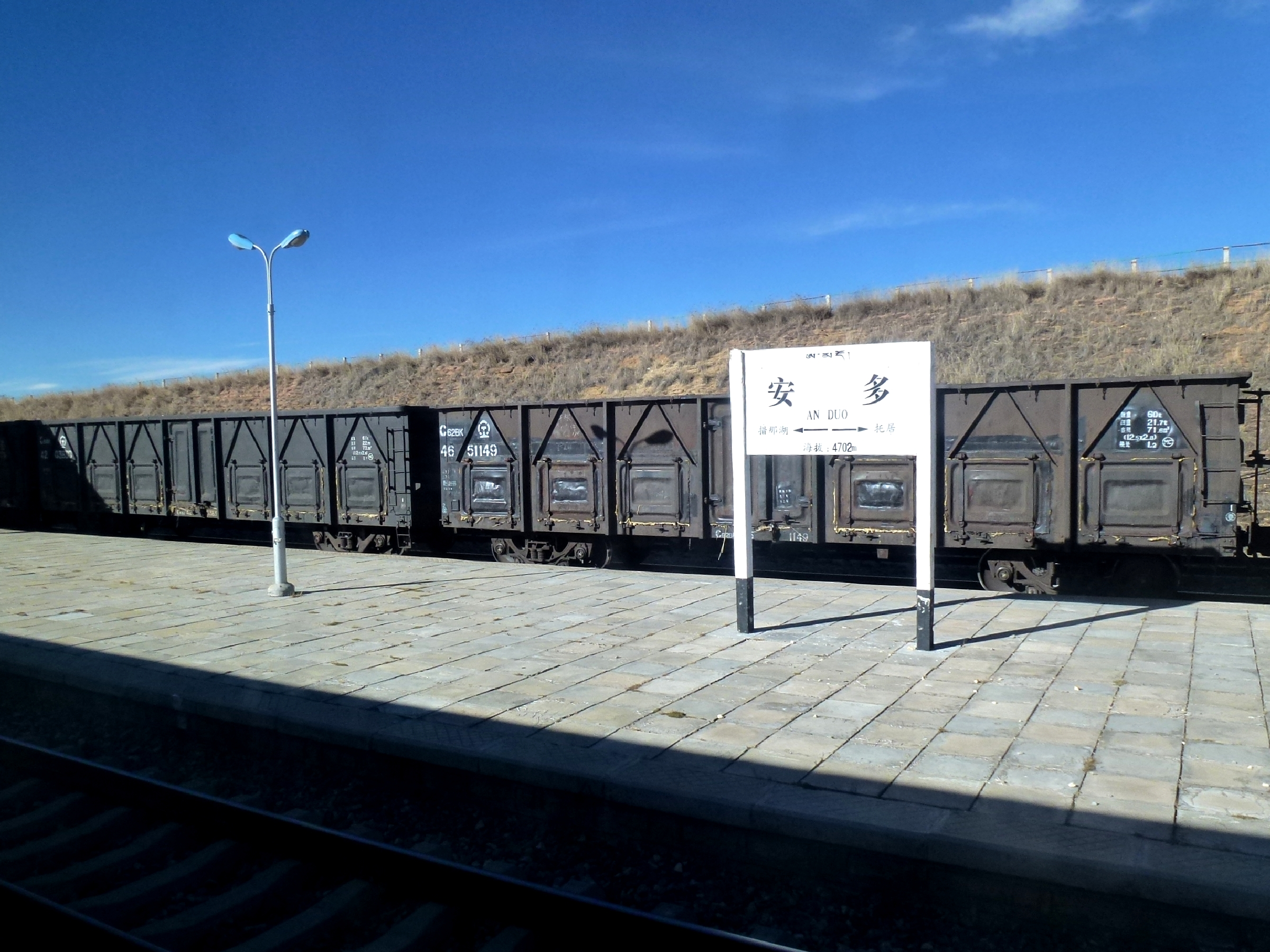
车站站台

安多站全长1601米，占地14万平方米。安多站站房设计模仿帐篷及毡房，屋顶的挑檐以对称的两翼上扬设计，仿如草原上随处可见的雄鹰，也隐喻安多以至西藏的飞升之势。

## 使用情况
安多站是青藏铁路的客运车站，每日有25趟列车经过，其中6列旅客列车停靠此站，主要为拉萨到发的各类旅客列车。车站办理少量货运业务。

## 历史
- 2004年6月22日：安多站开始铺轨作业，成为青藏铁路格拉段工程第一个铺轨的车站[7]。车站附近设有安多铺架综合基地[8]。
- 2006年7月1日：安多站建成启用。当时由于技术及客流原因限制，车站不设有售票处，所有乘客需上车补票[3]。
- 2017年8月：安多站设立设立售票窗口和自动售取票机[3]。